# 皮拉沙丘

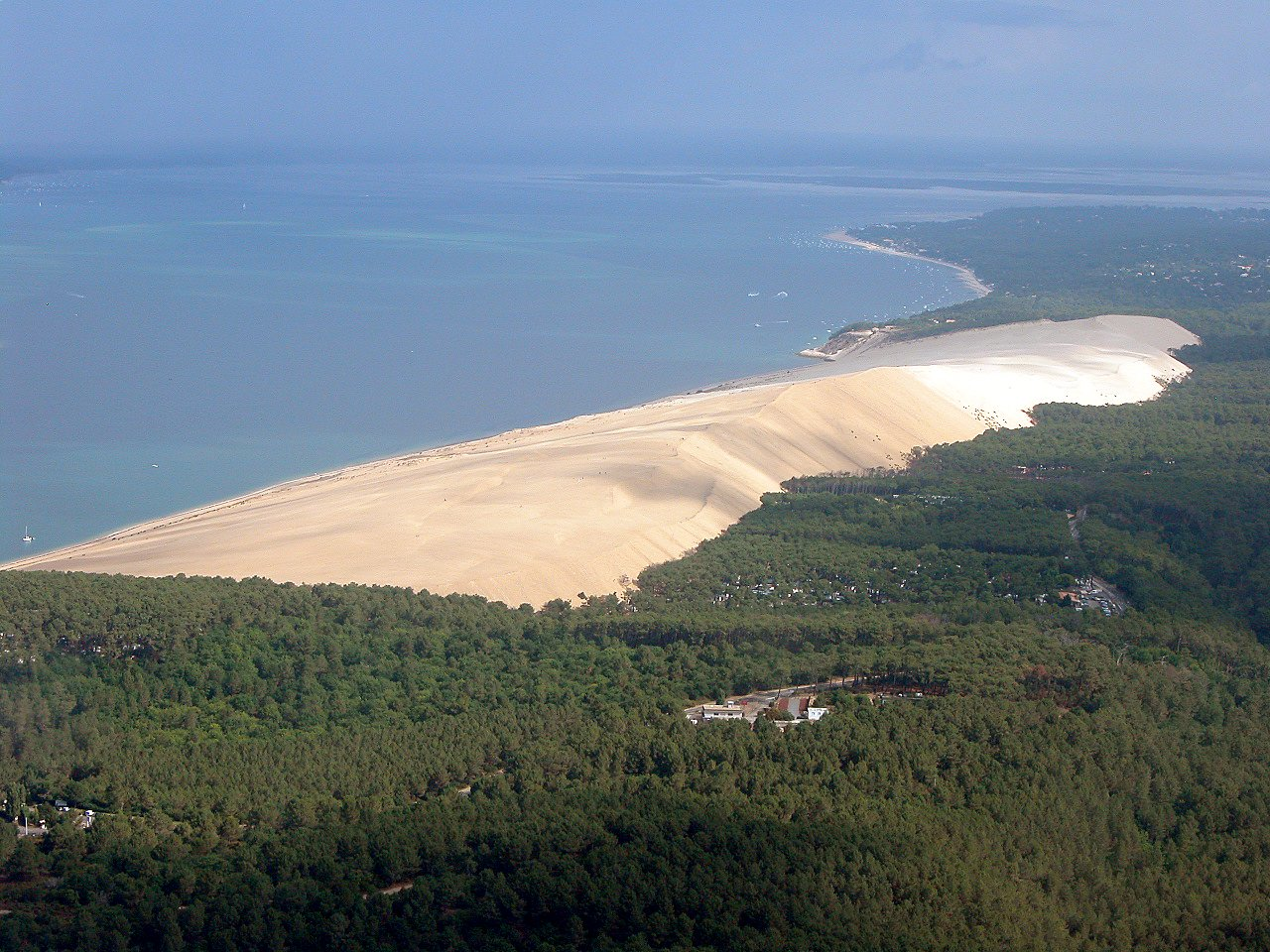
皮拉沙丘鸟瞰图

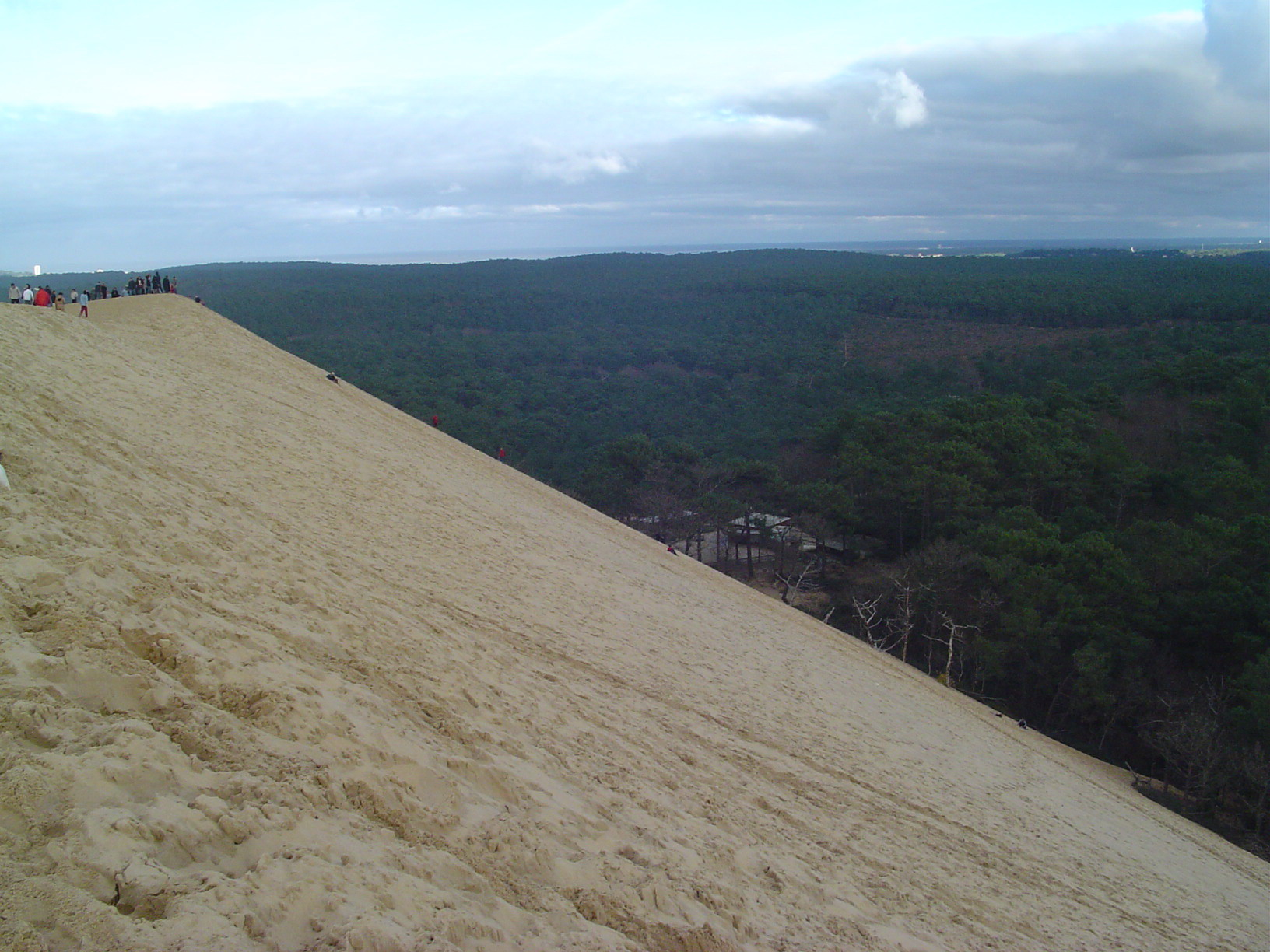
从东侧和山脊上欣赏朗德风景的游客

皮拉沙丘（法語：Dune du Pilat，發音：[dyn dy pila]）是欧洲最高的沙丘。该沙丘位于法国阿卡雄湾地区的拉泰斯特德比什，距波尔多60千米。沙丘体积约6000万立方米，东西宽约500米，南北长2.7公里。截至2018年，沙丘的海拔高度为106.60米。
皮拉沙丘是著名的旅游胜地，每年有超过一百万名游客前来。